# 櫂 (小説)
『櫂』（かい）は、宮尾登美子の長編小説。1972年8月に第一部を自費出版し、1973年の第9回太宰治賞を受賞。同年12月および1974年3月に筑摩書房より上下巻にて刊行された。『春燈』『朱夏』『仁淀川』と続く自伝的四部作の第1作で、自らの父母をモデルに、大正から昭和初期の高知の花街を舞台に15歳で渡世人に嫁いだ薄幸の女のひたむきな生涯を描く。
1985年に映画化、1975年と1999年にテレビドラマ化された。

## あらすじ
高知の下町に生まれた喜和は15歳で岩伍に嫁いだ。渡世人で女衒である岩伍の稼業に喜和は飛び込んでいった。しかし、生まれ育った環境の違いから、喜和は岩伍の稼業をよしとはせず、二人の関係は破局へと向かった。

## 書誌データ
のちに中公文庫、ちくま文庫、新潮文庫に収録された。
- 私家版 櫂（第一部）（1972年8月、自装）[1]
- 櫂 上（1973年12月、筑摩書房）[1]
- 櫂 下（1974年3月、筑摩書房、ISBN 978-4-480-80105-0）[1]
- 櫂 （上）（1978年、中公文庫、ISBN 978-4-12-200529-7）
- 櫂 （下）（1978年、中公文庫、ISBN 978-4-12-200536-5）
  - 櫂（全）（1990年4月10日改版、中公文庫、ISBN 978-4-12-201699-6）
- 櫂（全）（1985年12月4日、ちくま文庫、ISBN 978-4-480-02017-8）
- 櫂（1996年10月30日、新潮文庫、ISBN 978-4-10-129308-0）

## 映画
東映京都撮影所制作で五社英雄監督、緒形拳および十朱幸代の主演により映画化され、1985年（昭和60年）1月15日に公開された。 
『鬼龍院花子の生涯』『陽暉楼』と合わせ、宮尾登美子原作、五社英雄監督のコンビ作品で「高知三部作」とも呼ばれる。時代設定は大正3年（1914年）から昭和11年（1926年）で、激しく揺れる人生の荒波に、愛憎の櫂を操る男と女を描く。

### キャスト（映画）
富田岩伍 - 緒形拳
女衒で芸妓娼妓紹介業を営む。かつては青年相撲の力士で、力士だった岩伍を喜和が見初める。女衒の仕事に対し「貧乏が人を腐らせてるから、人を買って人助けしてる」と誇りを持っている。森山大蔵という大きな後ろ盾を得て、後に高知市立城北診療所の建設資金を半分寄付するまでに大成する。巴吉に自分の子を孕ませて別れた後、綾子の一切の世話を喜和に押し付け、照と関係を持つ。親は床屋を営んでいたが酒と博打で自殺し、母親は岩伍が5歳の頃に家を捨て、若い男と逃げた過去がある。
富田喜和 - 十朱幸代
岩伍の妻。岩伍の行動に振り回されながらも耐えて来たが、徐々に本音をぶつけるようになる。岩伍が女衒の仕事をしていることを良く思っておらず、本心では別の仕事をしてほしいと思っている。岩伍からは陰で「青竹が着物を着た融通の利かない一本木」と評されている。辛抱強いが裏を返せば頑固な性格。子宮筋腫を患い手術に成功するが、毛髪を次第に失ってゆく。岩伍の不始末を押し付けられ全てを背負おうが、岩伍と離縁する。

#### 富田家で育つ子供たち(実子以外を含む)
菊 - 石原真理子
幼い頃、中国に売られて六神丸の材料になるところを、神戸で岩伍に10円で買われ、来ていた着物の模様から岩伍が菊と名付ける。子供の頃、ご飯の食べ方すらまともに親に教えてもらえなかったため周りの手を焼かせたが、喜和に一から教えられて気立ての良い娘に育つ。後に竹市とともに岩伍の朝倉町の店に来る。
竜太郎 - 井上純一
富田家の長男。生まれつき病弱で肺病を患ったせいで旧制中学校に上がれず弟に劣等感を持つ。菊を実の妹のように可愛がる。多仁川組の取り仕切る賭博場でトラブルになった健太郎をかばい、暴行を受け、喀血して死亡。
健太郎 - 田中隆三
富田家の次男。兄・竜太郎とは仲が悪い。高知一中(旧制中学)に進学するが、学校をさぼり放蕩をしている。多仁川組の取り仕切る賭博場で殺傷事件を起こして拘留される。後に出所して喜和と離縁し、岩伍の稼業を手伝う。
綾子 - 高橋かおり（子役）
岩伍と巴吉の間に生まれた娘だが、生まれた直後に大貞と岩伍によって強引に富田家に引き取られ喜和に育てられる。その後天真爛漫な少女に育ち、喜和を実の母のように慕う。最後は岩伍に引き取られる。作者の分身。

#### 岩伍と関わる女たち
大貞（だいさだ） - 草笛光子
岩伍と同業で『大貞楼』の女将。岩伍とは大阪にいた頃からの仲で、喜和に対して「男が妾を持つのは当然で、(喜和と)一緒にいるせいで岩伍が肩身のせまい思いをしている」と言い、岩伍の不始末を喜和に押し付けている。なお原作では、大貞の抱えの芸妓が妊娠しても臨月まで客をとらせ、流産しても商売をやめさせないくらいの鬼のような人物。
染勇（そめゆう） - 名取裕子
裏長屋の生まれで、『大貞楼』に預けられる。後に高知一の芸妓になり、豊美から染勇になる。男を手玉に取るのが上手く、男を次々と乗り換えていると地元では噂されている。子供時代に富田家に来た当初は、家族思いの健気な性格だったが成長後は負けん気の強い性格になる。
豊竹巴吉（ともきち） - 真行寺君枝
女義太夫で『巴吉太夫』と慕われ、岩伍の興行で人気となる。女義太夫としての喉の良さには定評があり人気の女義太夫だった“呂昇”の再来と言われている。後日岩伍の妾となり綾子を身ごもる。
松井照（てる） - 白都真理
元人妻。以前夫は俥の車夫をしており岩伍を乗せていた所、多仁川組の組員に刺殺される。直後に線香を上げに来た岩伍と知り合い、ほどなくして男女の仲となる。

#### 喜和の実家
小笠原楠喜 - ハナ肇
喜和の兄。古道具・古本「楠木堂」を経営。岩伍に多額の借金をしている。夫婦間でゴタゴタした時に喜和を数日間住まわせたり、助言したりしている。
里江（さとえ） - 園佳也子
喜和の姉。富田の家にもらわれたばかりの菊に幼い娘用の古着をあげたり、その後も喜和のことを気にかける。

#### 富田家で働く人々
庄 - 左とん平
岩伍の店の番頭。岩伍の右腕となり外に仕事に出たり、米たちに色々と指示を出す。
米 - 桜金造
岩伍の店の若い衆。
女中 - 藤山直美
富田家の女中。家事をこなしながら喜和の子育てを手伝ったり忙しくしている。

#### その他
森山大蔵 - 島田正吾
四国造船の会長で地元で影響力がある人物。元々女義太夫で人気を博した“呂昇”のファンで、“呂昇”に似た巴吉のそのスター性を評価する。岩伍の興行の後ろ盾となる。
谷川文造 - 成田三樹夫
ヤクザ、多仁川組の組長。染勇と親しい間柄。岩伍と興行で対立してたが、後に賭博場での一件で失脚する。さらに手下に体を支えられないと一人で歩けない状態となる。
木元武造 - 片桐竜次
ヤクザ、多仁川組の組員。健太郎に刺殺される。
小夜子 - 加納みゆき
染勇の妹。傷害事件以前から恋仲だった富田健太郎と彼の出所後に結婚する。
松崎 - 成瀬正
市場の魚屋で働く。
竹市 - 島田紳助
市場の魚屋で働く。客の菊とは顔なじみで冗談で「一晩付き合って」などと言っているが、岩伍が怖くて実際には手出しができないでいる。後に菊とともに岩伍の朝倉町の店に来る。
- 宮尾登美子（特別出演）
- 中島葵、相馬剛三、広瀬義宣、有川正治、毛利清二、丸平峯子、波多野博

### スタッフ（映画）
- 原作 - 宮尾登美子（中公文庫版 筑摩書房刊）
- 企画 - 日下部悟朗、奈村協、遠藤武志
- 脚本 - 高田宏治
- 撮影 - 森田富士郎
- 美術 - 西岡善信
- 照明 - 増田悦章
- 音楽 - 佐藤勝
- 編集 - 市田勇
- 監督補佐 - 清水彰
- 整音・録音 - 荒川輝彦
- 記録 - 田中美佐江
- 助監督 - 長岡鉦司
- 装置 - 野尻裕
- 装飾 - 西田忠男
- 衣裳 - 森護
- 美粧・結髪 - 東和美粧
- 擬斗 - 土井淳之祐
- 刺青 - 毛利清二
- 演技事務 - 寺内文夫
- 制作宣伝 - 丸岡艦
- 本社宣伝 - 佐々木嗣郎
- スチール - 渋谷典子
- 方言指導 - 宮川珠季、山崎佳寿江
- 和楽 - 中本敏生
- プロデューサー補佐 - 中山正久
- 進行主任 - 山本吉應
- 撮影協力 - 高知県高知市、熊本県山鹿市、兵庫県西脇市、東映俳優センター、土佐蓮池太刀踊保存会、北村染工場、野市町土佐凧保存同好会、京割烹伊勢勝
- 技術協力 - 極東コンチネンタル株式会社

### 製作
1984年（昭和59年）8月6日、東映京都撮影所（以下、東映京都）で出演者の衣装合わせとカメラテスト。五社英雄監督も立ち会う。

#### 製作会見
1984年8月7日、東京銀座の東映本社で製作発表会見。

#### 撮影
1984年8月9日、神戸港倉庫街に見立てた福井県敦賀市で富田岩伍（緒形拳）が菊を助けるシーンからクランクイン。同じ日に東尋坊でも撮影。長屋一角、岩伍の事務所他や内部は東映京都撮影所のセットで、撮影は同所で大半行われた。島田紳助が出演する市場は太秦映画村の路地を出店で埋めて撮影。
その他のロケは「豊栄座」で豊竹巴吉（真行寺君枝）の女義太夫を聞くシーンは、熊本県山鹿市の芝居小屋「八千代座」と、スケジュールの都合で舞台と客席は、京都市島原島原歌舞練場で撮影された。このシーンで座席の最前列にノンクレジットで高岩淡東映京都所長が座る。竜太郎（井上純一）が健太郎（田中隆三）を連れ戻しに乗り込むシーンは亀岡市の走田神社で撮影された。汽船のデッキに立つ巴吉（真行寺君枝）のシーンは瀬戸内海に見立てた滋賀県琵琶湖で、何度か出る病室シーンはセットだが、病院の表は滋賀県彦根市の登録有形文化財（建造物）、滋賀大学経済学部講堂で撮影された。夢の橋は兵庫県西脇市加古川に懸かる橋。人力車に乗る岩伍が襲撃を受ける橋は京都伏見区鳥羽。岩伍が死んだ車夫の家を訪ねるシーンは京都八幡町の橋本遊廓跡。市立城北診療所起工式は建設中の京都縦貫自動車道の工事のない日を選び、亀岡市千代川町付近で撮影された。このシーンでも岩尾正隆がノンクレジットで出演している。また岡田茂東映社長も料亭の客役で出演すると報道されていた。1984年10月23日、クランクアップ。
緒形拳は付き人も就けず、一人で同撮影所に来ていた。スチールカメラの渋谷典子に「幼い頃、母親に手を引かれ、あまり家に帰らないで新宿で働く父親のところにお金を貰いについて行ったことがある。父は女衒ではなかったけれど、今やっている役と重なってくるところがあった。僕は苦労して来た母のために家を建ててやりたくて、それまで乗り気でなかったコマーシャルの仕事を引き受けた。その母が亡くなった時、霊安室で久しぶりに会った父と酒を酌み交わし、一緒に歌を歌ったんだが、その時初めて気持ちが通じ合えた」「自分の一番好きな映画は『自転車泥棒』、あの親子関係が何ともいいんだよね」と話してくれたという。フランクな緒形と比べて、無口なのが成田三樹夫で、渋谷は成田と同じ山形県酒田市出身だったことから「私も酒田出身なんです」と言ったが、何の反応もなく、会話も続かず。成田が亡くなってから、同じ町内、同じ小中学校出身だったことを知ったという。
十朱幸代は映画の本格的主演は本作が初めて。濡れ場シーンはスポーツニッポンが試写会で隠し撮りし、同紙に掲載され、大きな話題を呼んだ。五社監督の濡れ場演出には定評があるが、十朱の本作の入れ込みようは凄く、濡れ場シーンでも五社がタジタジするほどだったという。撮影は順撮りで、だんだん重くなるハードな撮影。後半の老け役を演じるため、体重を1カ月半で4.5kg落とした。十朱は「あたくし、映画は恵まれませんでしたからね。これから、絶対にやりたいと思いますね。女性映画も増えてきたし、開けてきたなって感じがします。外見に捉われる演技ってありますでしょ。その時期はもう通り越していますし、今まで培われてきたものがある、と思いたいです」などと述べた。
綾子を演じる（高橋かおり）は当時、"天才子役"と騒がれた人で、十朱も「私たちの頃とは違います。集中力もあるし、技術もあるし、本当に感心する」と評した。
石原真理子は日本テレビの連ドラ『名門私立女子高校』と撮影が掛け持ち。本作は東映の話題作でもあり、台本もあまり読まず出演を決めた。映画は4本目だが、それまでの若いスタッフと違い、初めての東映京都で映画の職人に凄さを初めて知ったという。
宮尾登美子は五社監督から口説かれ、この時点では自分の小説の映画化もこれで最後かもしれないと考え、出演を承諾した。
「お菊はもうちいとのところでシナに売られるところでした。向うでは若い娘の生肝から六神丸を作るみたいに万病に効くゆうて珍重されております」というショッキングなセリフがある。始まって間もなく少女ヌードがある。緒形拳×十朱幸代、緒形拳×真行寺君枝、緒形拳×白都真理の濡れ場演出の艶やかさは五社ならではのもの。
『仁義ー』ファンに対するサービスなのか、緒形拳が「吐いた唾飲まんとけよ」、成田三樹夫が「ええケツしとるのお」と、『仁義なき戦い』の名ゼリフを言う。
予告編ナレーターは来宮良子。

### 作品の評価

#### 興行成績
配収7億5000万円のクリーンヒット。

#### 批評家評
- 鬼頭麟平は「『鬼龍院ー』『陽暉楼』はともに、男対女の葛藤は描かれてはいるが、親と子の関係がメーンになっている。それに対して『櫂』は、親と子の抜き差しならぬ関係も取り込まれてはいるが、夫と妻の宿業ともいうべき関係にドラマの力点が置かれている。見ていて息苦しくなるほどの、夫と妻の性のすれ違いから生ずる残酷なゲームが繰り広げられる。大正から昭和を舞台に、二十年にわたる物語が二時間のドラマに見事に凝縮されている。強腕構成作家の腕の見せどころといったところだ」などと評した[25]。
- 山根貞男は「核心は母もの映画というべきか。ヒロインは、女として妻として、激情にかられて夫に反撥したり、家出したりしても、常にその行動は母として丸く収めてしまう。女の論理や妻の論理より、母が勝つのだ（中略）五社英雄一流のハードな画面がなく、すべて、ふんわりと美しい。ソフト好みの時代に合わせて、映画的ダイナミズムを控えたのか」などと論じている[16]。
- 京塚伊都子は「出てくる女の中で職業を持たないのは喜和だけ。これは主婦の反乱映画だなと思いました。その点では今の自分の結婚や仕事、生き方を考えさせられる大人の映画です。十朱幸代と真行寺君枝の美しい裸身は一見の価値あり」などと評している[23]。
- 白井佳夫は「どこといって大きな欠点もないのだけれど、どこといって特別心ひかれる場面もない」などと[18]、藤枝勉は「"泣かせる"だけでも映画の要素を満たしている」などと[18]、渡辺祥子は「ドラマチックな話を表面的になぞったように見える」などと評した[18]。
- 『シティロード』は「男の身勝手さと女の気丈が土佐の風土の中でギリギリとせめぎ合う！三部作の共通分母は同じだが、今回はケレン味たっぷりの五社調ダイナミズムを押さえに押え、女衒・岩伍（緒形拳はホント、見るからに人買いっぽい）を狂言回しに、忍従の妻・喜和、岩伍を愛する女義太夫・巴吉、その娘・綾子、岩伍に拾われてきた養女・菊らの生を淡々と追う。まるで女性映画の名匠の作品のようだ」等と評した[14]。
- 宇田川幸洋は「ルールを知らないゲームを観戦しているようで、見ていて何だかワケが分からなかった」などと[22]、北川れい子は「東映技術陣の丁寧な仕事ぶりは一見に価するが、男と女の修羅場芝居がこう何回も続くと、もうどうでもよくなって、勝手にやってくれです」などと[22]、手塚眞は「とても芯の強い人が大勢登場して、いろいろ愛憎があったり不幸があったりしても、自分を曲げずにしっかり生きてゆくわという大時代的な新劇が、伝統芸能とも思える確かな演出によって、見る人の心に訴えたりするわけです」などと[22]、深沢哲也は「五社作品では『獣の剣』『人斬り』に匹敵する出来ばえだ。最近の五社演出はリキみすぎの感じだが、この作品は男と女の愛憎の葛藤を淡々と綴っている」などと[22]、松田政男は「どの場面をとってみてもいつか見た映画の連鎖ばかり調和されて、東映に転じて以降の五社監督の映画に初めて違和感を持った」などと評している[22]。

## テレビドラマ

### 1975年版
1975年10月10日 - 12月29日に、NETテレビ（現：テレビ朝日）『ポーラ名作劇場』にて全12話で放送された。1985年9月26日には、12話をまとめた再編集版が放送された。

#### キャスト（1975年版）
- 若尾文子
- 伊藤孝雄
- 斉藤浩子

#### スタッフ（1975年版）
- 演出：久野浩平

| NET系列 ポーラ名作劇場                              | NET系列 ポーラ名作劇場 | NET系列 ポーラ名作劇場 |
| 前番組                                              | 番組名                 | 次番組                 |
| --------------------------------------------------- | ---------------------- | ---------------------- |
| 夢二慕情 ※22:00 - 22:55 【最終回のみ22:00 - 22:54】 | 櫂                     | 契りきぬ               |

### 1999年版
1999年5月6日・5月13日・5月20日に、NHK-BS2「衛星ドラマ劇場」にて21時から22時29分に全3話で放送された。翌2000年1月8日、1月15日、1月22日には地上波のNHK総合テレビ「NHKドラマ館」でも21時から22時29分に放送された。
『藏』（1995年）、『春燈』（1998年）の2作品に続く、宮尾登美子原作、松たか子主演による3部作の最終章と位置づけられる。
2021年5月22日にBSプレミアムおよびNHK BS4Kの同時放送で19時30分から23時57分に3本立てで再放送された。

#### キャスト（1999年版）
- 富田喜和 - 松たか子
- 富田岩伍 - 仲村トオル
- 巴吉    - 藤谷美紀
- 照      - 千堂あきほ
- 小笠原梅 - 林美智子
- 染勇（豊美）- 麻生久美子
- 牛和歌   - 中江有里
- 富田綾子 - 井上真央
- 百鬼勇乃介 - 下川辰平
- 宮下医師 - 室田日出男
- 佐和島真太郎 - 長門裕之
- 大貞     - 加賀まりこ

#### スタッフ（1999年版）
- 演出：大山勝美
- 脚本：冨川元文
- 音楽：深草アキ

#### 放送日程
| 放送回 | 放送日（BS2） | 放送日（総合） | サブタイトル | 地上波放送時の視聴率 |
| ------ | ------------- | -------------- | ------------ | -------------------- |
| 第1話  | 1999年5月06日 | 2000年1月08日  | 奔馬         | 10.9%                |
| 第2話  | 5月13日       | 1月15日        | 修羅         | 10.9%                |
| 第3話  | 5月20日       | 1月22日        | 自立         | 13.5%                |

#### 受賞
- 第37回（1999年度）ギャラクシー賞 テレビ部門 奨励賞（松たか子）[29]